# Ottokar Czernin
Ottokar Czernin (* 26. September 1872 auf Schloss Dimokur, Böhmen; † 4. April 1932 in Wien; voller Name Ottokar Theobald Otto Maria Graf Czernin von und zu Chudenitz) war ein österreichisch-ungarischer Diplomat und während des Ersten Weltkriegs (Dezember 1916 bis April 1918) k.u.k. Minister des Äußeren.

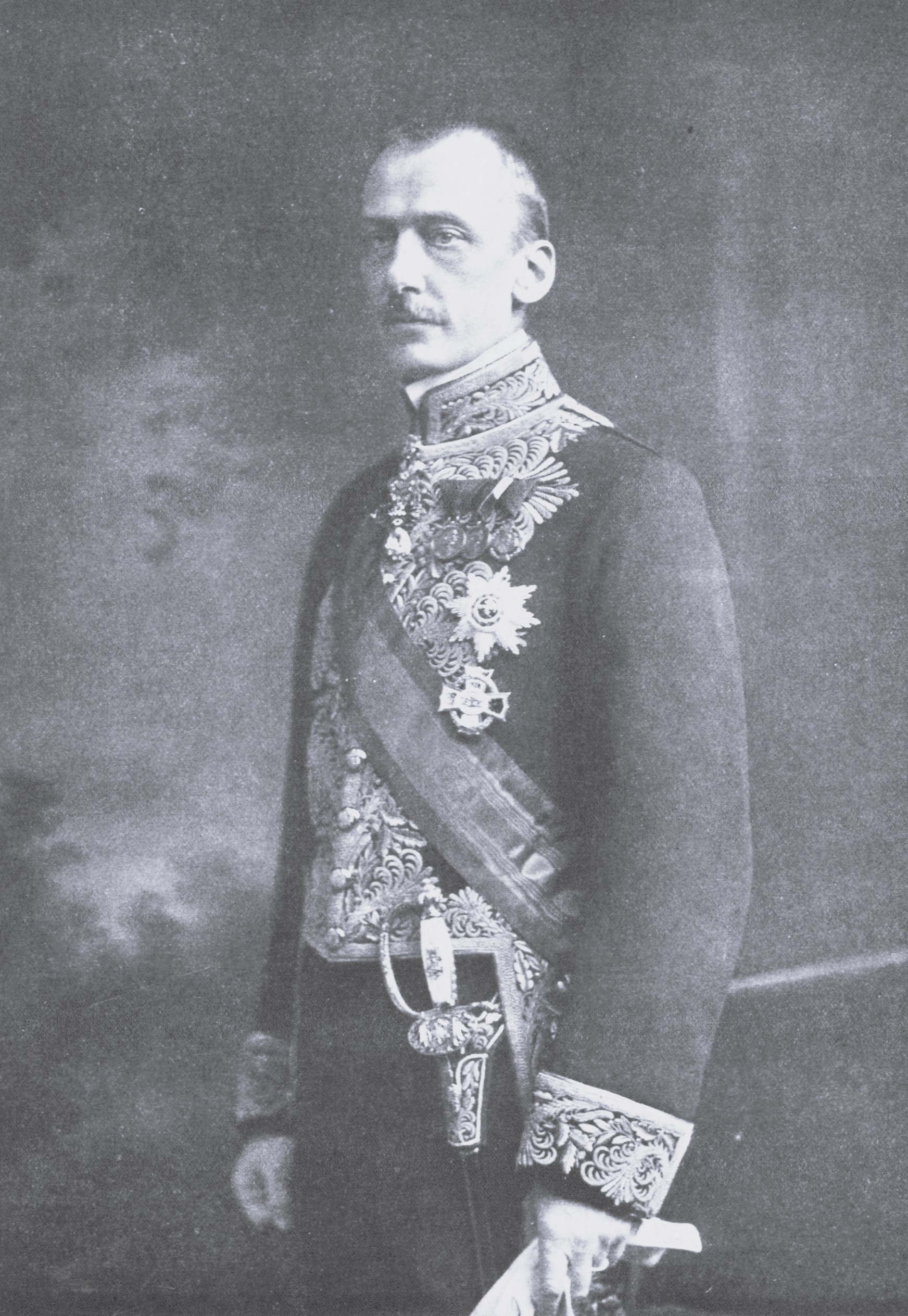
Ottokar Graf Czernin

## Herkunft und Familie
Ottokar Graf Czernin entstammte dem alten böhmischen und österreichischen Hochadelsgeschlecht der Grafen Czernin von und zu Chudenitz. Theobald Graf Czernin (1836–1893) und Anna Maria geb. von Westphalen zu Fürstenberg (1850–1924) waren seine Eltern.
Am 1. Juli 1897 heiratete er Gräfin Marie Kinsky von Wchinitz und Tettau (1875–1945). Das Paar bekam folgende Kinder:
- Theobald (* 1898)
- Marie (* 1899) ⚭ 1921 Johann Prinz, späterer Fürst von Lobkowicz
- Ferdinand Karl (1903–1965), Schriftsteller, ⚭ 1934 Beatrix Merton (* 1910)
- Johann (* 1905)
- Peter (* 1907) ⚭ 1938 Melanie von Kragl (* 1907)
- Victoria (* 1914) ⚭ 1934 Karl Erwin Prinz zu Hohenlohe-Langenburg

## Leben
Nach dem Besuch des Gymnasiums in Komotau und der Absolvierung des Militärdienstes als Einjährig-Freiwilliger beim Dragonerregiment Nr. 8 begann Czernin ein Studium der Rechtswissenschaften an der Karl-Ferdinands-Universität in Prag, dürfte dieses jedoch 1893 abgebrochen haben. Bei seinem Eintritt in den auswärtigen diplomatischen Dienst am 13. Februar 1897 legte er sein Leutnantsdekret und drei Staatsprüfungszeugnisse vor.
Am 1. Juli 1897 heiratete er Gräfin Maria Karoline Kinsky, die Tochter des wohlhabenden Fürsten Karl Fürst Kinsky von Wchinitz und Tettau.
Er wurde zunächst an die k.u.k. Botschaft nach Paris entsandt, widmete sich aber angeblich eher nur sporadisch der Diplomatie. 1899 erfolgte seine Versetzung als Gesandter an die Botschaft nach Den Haag, allerdings musste er im November 1902 seine diplomatische Laufbahn im Range eines Legationssekretärs – angeblich aufgrund eines Lungenleidens – abbrechen. In Wahrheit dürfte eher die wirtschaftliche Situation seines Besitzes dafür ausschlaggebend gewesen sein. Kaiser Franz Joseph I. hatte Czernin die für den Dienst eigentlich notwendige Diplomatenprüfung sogar nachgelassen, angeblich auf Protektion des Schwiegervaters Fürst Kinsky.
Czernin zog sich zunächst auf seine böhmischen Güter zurück und betätigte sich ab 1903 innenpolitisch. Als Angehöriger des böhmischen Landtags (1903–1913) gehörte er der Partei des Verfassungstreuen Großgrundbesitzes an. In dieser Eigenschaft exponierte er sich als konservativer Verfechter des „monarchischen Prinzips“ und trat für eine starke monarchische Staatsautorität gegenüber dem demokratischen Parlamentarismus ein. Er sprach sich entschieden gegen die Einführung des allgemeinen Wahlrechts im Jahr 1907 aus. In diesen Jahren avancierte Czernin zu einem persönlichen Freund des Thronfolgers Franz Ferdinand und gehörte ab 1905 dessen Beraterkreis an. Der Thronfolger sah Czernin als zukünftigen Reichskanzler eines reformierten, zentralistischen Habsburgerreiches nach seiner Regierungsübernahme vor. Im Februar 1912 wurde Czernin zum lebenslangen Mitglied des österreichischen Herrenhauses ernannt.
Auf ausdrücklichen Wunsch Franz Ferdinands kehrte Czernin im Oktober 1913 in den diplomatischen Dienst zurück und übernahm als Botschafter den wichtigen Posten in Bukarest mit der Aufgabe, vor dem Hintergrund der Balkankriege, eine Allianz mit Rumänien zu schaffen.
Sein jüngerer Bruder Otto Czernin trat ebenfalls in den diplomatischen Dienst Österreich-Ungarns ein und diente als Geschäftsträger in Sankt Petersburg und Sofia.

### Politik im Ersten Weltkrieg

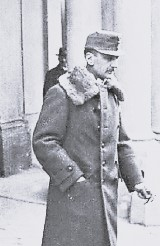
Graf Czernin in Schloss Laxenburg, Oktober 1918

1916 bestieg Karl I., der Neffe Franz Ferdinands, den Thron und ernannte Czernin am 22. Dezember 1916 zum k.u.k. Minister des Äußeren.
In dieser Rolle nahm er auch an einer im März 1917 stattfindenden Konferenz Deutschlands und Österreich-Ungarns über deren Kriegsziele im Ersten Weltkrieg teil. Czernin befürwortete, in Absprache mit Karl I., unter anderem Gebietsabtretungen der Mittelmächte, um einen schnellen Frieden mit der Entente zu erreichen. Aus seiner Sicht machte der drohende Eintritt der Vereinigten Staaten in das aktive Kriegsgeschehen einen Sieg der Mittelmächte unwahrscheinlich. Im August 1917 verlieh Kaiser Karl Czernin den Orden vom Goldenen Vlies, um ihn in den Friedensverhandlungen zu motivieren und enger an das Kaiserhaus zu binden.
Er scheiterte in Verhandlungen mit den Kriegsgegnern, vor allem am Widerstand Italiens, das die im Geheimvertrag von London zugesagten Gebietserwerbungen auf Kosten Österreichs nicht aufgeben wollte. Czernin gab daraufhin dem Drängen der deutschen Obersten Heeresleitung nach, die einen uneingeschränkten U-Boot-Krieg beginnen wollte. Anfang 1918 war er als Vertreter Österreichs an den Friedensverhandlungen mit Rumänien (Friede von Bukarest), Sowjetrussland (Friede von Brest-Litowsk) und der Ukraine (Brotfrieden) beteiligt.
Er trat am 14. April 1918 von seinem Amt als Außenminister zurück, da der französische Außenminister Georges Clemenceau Dokumente veröffentlichte, in denen die geheimen Friedensbemühungen Österreich-Ungarns mit den Regierungen der Entente belegt wurden (Sixtus-Affäre).

### Republik Österreich
Nach dem Zerfall der Habsburgermonarchie kehrte Czernin von 1920 bis 1923 als Abgeordneter im Nationalrat der Republik Österreich für die Bürgerliche Arbeiterpartei noch einmal in die Politik zurück. Er lebte auf Schloss Kassegg in der Obersteiermark und im Salzkammergut, da er durch die Bodenreform in der Tschechoslowakei seinen Besitz in Böhmen verloren hatte.
Am 4. April 1932 starb Ottokar Graf Czernin zurückgezogen in Wien. Sein Grab befindet sich auf dem Friedhof in Bad Aussee.

## Einschätzung in der Forschung
Czernins innenpolitische Auffassungen waren geprägt durch aktive Gegnerschaft gegenüber den demokratischen und nationalen Kräften seiner Zeit. Er lehnte den Parlamentarismus ab und wünschte einen zäsarischen Absolutismus herbei. Die Demokratie war für ihn die bis zum Blödsinn gesteigerte Freiheit. Innenpolitisch verfolgte er auch in der Praxis oft einen harten Kurs, im Februar 1918 drängte er Karl sogar, die ineffektiven Regierungen Seidler und Wekerle durch eine Militärdiktatur zu ersetzen, was dieser jedoch ablehnte. Wenn Czernin in der Folge die demokratischen Kräfte gegen Autokratie und Militarismus ins Feld führte, stand das freilich nicht im Einklang mit seinen eigenen grundsätzlichen Überzeugungen, sondern hatte nur taktische Ursachen. In diesen innenpolitischen Differenzen zu Karl lag auch der Keim der Entfremdung zu Czernin. Diese Meinungsverschiedenheiten wären jedoch während des Krieges sicherlich nicht aufgebrochen, wenn die innenpolitischen Probleme nicht mit der österreichisch-ungarischen Friedens- und Bündnispolitik eng verflochten gewesen wären.
Selbst beim Verständigungspolitiker Czernin herrschten zeitweise annexionistische Tendenzen vor. Czernin verfolgte eine doppelspurige Kriegszielpolitik mit der Forderung nach territorialer Integrität und annexionslosem Frieden im Vordergrund, schloss jedoch auf der anderen Seite einen Territorialgewinn, falls erreichbar, nicht aus. Er verzichtete nie auf die Chance, falls der Krieg doch siegreich zu Ende gehe, zukünftige Vorteile zu erlangen, was die Glaubwürdigkeit seiner Betonung der verzweifelnden Notwendigkeit eines Friedens in Berlin unterminierte.
Czernin gelang es nicht, seine virtuosen Entwürfe zu verwirklichen und Bündnis-, Kriegsziel- und Polenpolitik miteinander in Einklang zu bringen. Illusionen über die reale Macht der Monarchie im Vergleich zu Deutschland hatte er keine, daher versuchte er durch diplomatische Manipulationen der verschiedenen deutschen Machtgruppen mehr Balance zu halten.
Czernin überschätzte seine politischen Möglichkeiten auf Deutschland einzuwirken, er glaubte sogar die Friedensresolution des Reichstags sei ihm zu verdanken. Eine andere Methode, seine Position in Berlin zu stärken war, die Schwäche der Monarchie zu betonen: wenn Deutschland in der Friedensfrage nicht einsichtig sei, würde Österreich zerfallen oder einen Separatfrieden schließen müssen.
Czernins Politik wurde von vielen als Produkt seines hochgradig nervösen Temperaments empfunden, was seine Glaubwürdigkeit unterhöhlte. Eine gängige Reaktion der deutschen Seite auf seine Lageeinschätzungen war: Graf Czernin hat die Nerven verloren. Seiner hochgradig nervösen Natur, seinem sprunghaften, immer von neuen Ideen gefangenen Wesen gelang es jedoch nicht, auf Dauer eine feste politische Linie einzuhalten. Er galt allgemein als unaufrichtig und auch als ein unzuverlässiger Bundesgenosse. Ähnlich äußerte sich sein Zeitgenosse, der Offizier und Historiker Edmund Glaise von Horstenau: „Die stürmische Hast, mit der er sich neuen Eindrücken hingab, brachte in seine Politik das Element großer Unstetigkeit, die sich gegenüber den Feinden, noch ungünstiger aber gegenüber dem Bundesgenossen und in der Einstellung zu den jeweiligen Erfolgsmöglichkeiten oder Verzichtforderungen geltend machte“.
Josef Redlich beurteilte Czernins Politik noch negativer: „Der Mann ist reines 17. Jahrhundert; er versteht die Zeit nicht, in der er lebt“. Czernin trat für den alten josefinischen Kaiserabsolutismus und die überkommenen feudalen Privilegien seines Standes ein. Er erscheint als Exponent eines zählebigen zentralistischen Staatsgefüges, in dem die Vergangenheit der aristokratischen Kabinettspolitik bereits an die Zukunft diktatorischer Regime angrenzte.
Seine oft betonte Loyalität zu Deutschland hatte auch den Grund, dass er glaubte, Deutschland sei dabei, den Krieg zu gewinnen. Er kam auch deswegen zu der Überzeugung, dass das deutsch-österreichisch-ungarische Bündnis nicht gelöst werden konnte, weil es die Voraussetzung dafür war, das Habsburgerreich in seinen traditionellen sozialen und politischen Strukturen zu erhalten. Die Heilige Allianz mit Deutschland war für ihn der Garant gegen alle revolutionären Strömungen. Die Verweigerung jeder inneren Reform der Monarchie, der Aufgabe des deutschen Kurses in der Monarchie, nötigte ihn schließlich, das Bündnis als zwingend anzusehen. Sein Versuch, Österreich-Ungarn aus dem Krieg herauszuführen, ihm außenpolitisch die Unabhängigkeit zurückzugewinnen, scheiterte an der mangelnden Bereitschaft, sich von den politischen Interessen seines Standes frei zu machen.
Die Formierung des alten Österreich hinter der energischen und ehrgeizigen Gestalt Czernins verhinderte einen verlustreichen Separatfrieden und eine rechtzeitige Föderalisierung der Donaumonarchie. Auch bei Czernin fehlte die erforderliche Nachgiebigkeit nach außen und innen, die das Habsburgerreich, freilich mit Einbußen, vermutlich hätte retten können.
Er hätte als österreichisch-ungarischer Staatsmann keine Mühe und gewisse territoriale Opfer nicht scheuen, eine mögliche Unpopularität und den Einsatz aller ihm zur Verfügung stehenden Mittel nicht fürchten dürfen, wenn er die Monarchie von ihren äußeren Feinden beschützen und vor dem inneren Zerfall bewahren wollte. Nur die Bereitschaft, selbst Opfer zu bringen, hätte in den Augen der Welt gezählt. Das Problem war aber, dass die Monarchie nach Czernins Überzeugung kein friedensentscheidendes Angebot zu machen imstande war.
Aber die wechselhafte Haltung der Monarchie hinsichtlich der Kriegsziele, die Gier nach Landgewinn, bei gleichzeitiger Betonung des drohenden Zusammenbruchs, hat Deutschland kein Vertrauen in die wahre Friedensbereitschaft der Monarchie fassen lassen.

## Schriften (Auswahl)
- Im Weltkriege. Ullstein, Berlin/Wien 1919. Neuauflage 2011, ISBN 978-3-8424-8618-8.
- Graf Ottokar Czernin: Mein Afrikanisches Tagebuch. Herausgegeben von Monika Czernin, Czernin-Verlag, Wien 2010, ISBN 978-3-7076-0335-4.